# Alexis Blanco
Alexis Hernán Blanco (Santa Rosa, Provincia de La Pampa, Argentina, 6 de junio de 1988) es un futbolista argentino. Juega como delantero y su equipo actual es Agropecuario de la Primera Nacional.

## Trayectoria

### Independiente de Avellaneda
Realizó las divisiones inferiores en Independiente al que llegó a los 16 años procedente de Club Mac Allister de la Provincia de La Pampa.llegó a debutar en el plantel principal con Américo Gallego. 
En el 2009 se fue a préstamo a Sportivo Italiano, donde tuvo una aceptable campaña convirtiendo 7 goles. Además, compartió el equipo con Emanuel Herrera. Luego partió hacia Atlético Rafaela, donde jugó como titular y convirtió 6 goles. Llegó a disputar la promoción frente a Gimnasia y Esgrima, donde pierde aquella serie y se queda a un paso del ascenso. En total en Primera "B" Nacional, jugó 36 encuentros y convirtió 13 goles.

### La Serena - Chile
Al finalizar su vínculo con Atlético Rafaela, y al no ser tenido en cuenta en Independiente, fue a préstamo a Deportes La Serena, donde con tan solo 8 partidos jugados convirtió un gol. Dado sus pocas actuaciones en canchas chilenas y no cumpliendo las expectativas del club, decide irse por decisión propia de Deportes La Serena.
Luego de su paso por Chile regresa a San Martin de Tucumán, donde descendió de categoría y anotó un gol. El 15 de julio de 2011 al Club Atlético Platense.
A mediados del 2013 fue enviado a préstamo con opción a compra junto a Brian Nieva a Santiago Morning de la Primera B de Chile. Luego de culminar su contrato con Santiago Morning, rescinde su contrato con Indepentiente.
Tuvo un paso por el fútbol de Vietnam jugando seis meses en el Club Bong Da Hue. Jugó con el dorsal 79.

### Venados FC - México
El 16 de julio de 2018 se convierte en refuerzo de Venados FC de Mérida de la liga de Ascenso MX. Jugó al lado de sus compatriotas Gabriel Baez y Franco Faria. Además, logró conocer a Diego Maradona en el fútbol mexicano.
El 5 de enero de 2019 ficha por el Club Blooming de la Primera División de Bolivia. Fue dirigido por el boliviano Erwin Sanchez y logró anotar 17 goles siendo una de las figuras del torneo. Jugó al lado de su compatriota Rodrigo Erramuspe.
El 13 de enero del 2020 es oficializado como nuevo refuerzo de Caracas FC para el torneo local y Copa Libertadores 2020, lo cual sería su primera participación en torneo internacional.
Luego de no renovar con Caracas FC, ficha por Universidad Técnica de Cajamarca para afrontar la Liga 1 Perú y Copa Sudamericana 2021. Fue un pedido de su compatriota Pablo Garabello. Tuvo una excelente temporada, logrando anotar 11 goles.

### Sport Boys - Perú
Para la temporada 2022 ficha por Sport Boys para afrontar la Liga 1 Perú y Copa Sudamericana 2022.

## Clubes
| Club                       | País      | Año         | PJ | Goles |
| -------------------------- | --------- | ----------- | -- | ----- |
| Independiente              | Argentina | 2008-2009   | 1  | 0     |
| Sportivo Italiano          | Argentina | 2009        | 18 | 7     |
| Atlético Rafaela           | Argentina | 2010        | 15 | 6     |
| Deportes La Serena         | Chile     | 2010        | 8  | 1     |
| San Martín de Tucumán      | Argentina | 2011        | 11 | 1     |
| Platense                   | Argentina | 2011-2012   | -  | 7     |
| Acassuso                   | Argentina | 2012-2013   | 27 | 4     |
| Santiago Morning           | Chile     | 2013        | 8  | 2     |
| Club Bong Da Hue           | Vietnam   | 2014        | -  | -     |
| Ferro de General Pico      | Argentina | 2014-2015   | 43 | 17    |
| Alvarado de Mar del Plata  | Argentina | 2016        | 16 | 8     |
| Juventud Unida             | Argentina | 2016 - 2017 | 34 | 15    |
| Gimnasia y Esgrima (J)     | Argentina | 2017-2018   | 15 | 6     |
| Venados F. C.              | México    | 2018        | 6  | 1     |
| Blooming                   | Bolivia   | 2019        | 28 | 17    |
| Caracas F. C.              | Venezuela | 2020        | 23 | 9     |
| Univ. Técnica de Cajamarca | Perú      | 2021        | 25 | 11    |
| Sport Boys                 | Perú      | 2022        | 21 | 7     |
| Agropecuario               | Argentina | 2023-Act.   | 14 | 3     |